# Allan Gardens

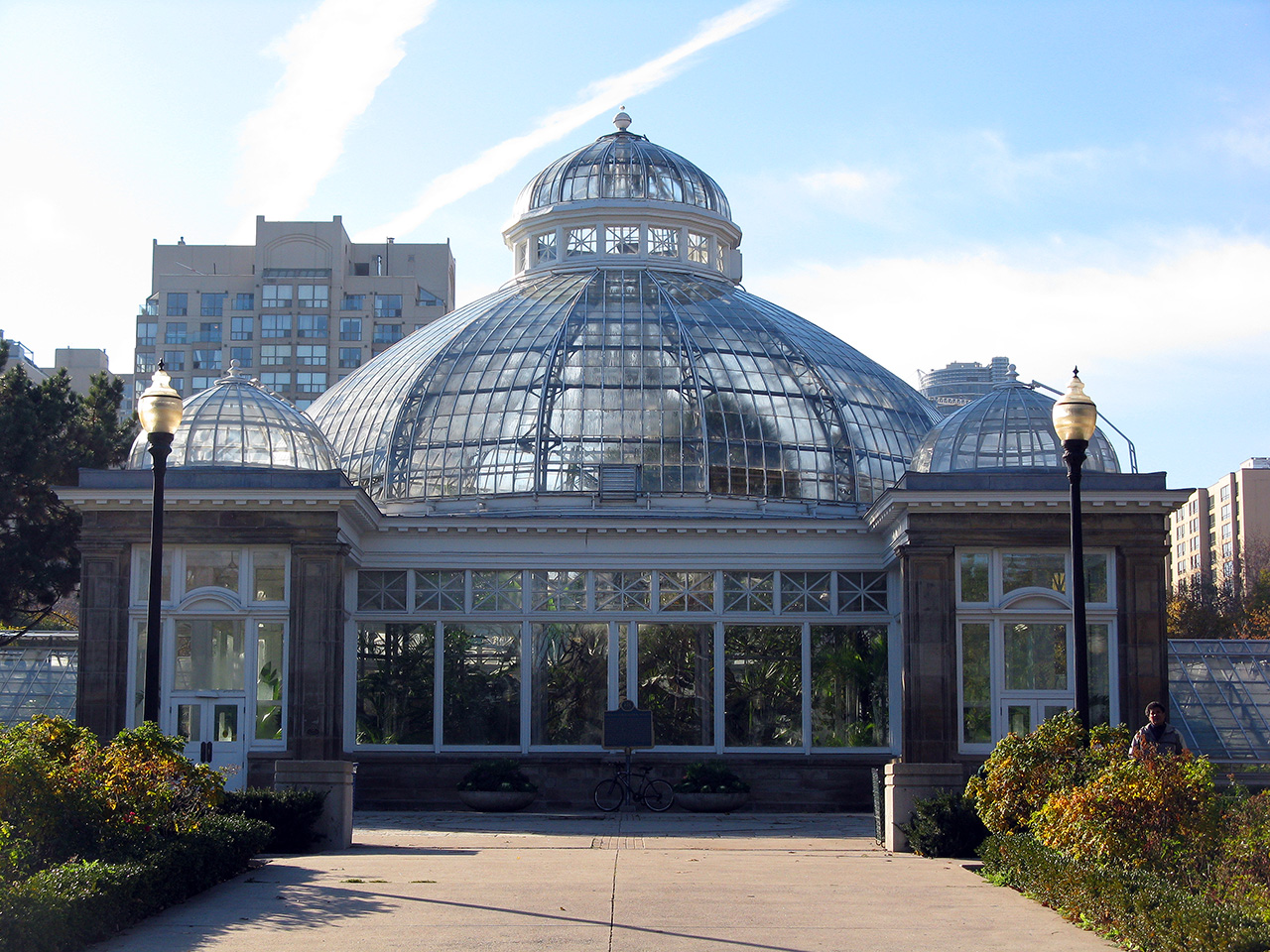
Das Palm House in Allan Gardens

Allan Gardens ist ein öffentlicher Park in Toronto. Die Anlage verfügt über sechs Gewächshäuser. Benannt ist der Park nach George William Allan. Im Norden grenzt die Anlage an die Carlton Street, im Osten an die Sherbourne Street, im Süden an die Gerrard Street und im Westen an die Jarvis Street.